# Myoxocephalus brandtii
Myoxocephalus brandtii är en fiskart som först beskrevs av Steindachner, 1867.  Myoxocephalus brandtii ingår i släktet Myoxocephalus och familjen simpor. Inga underarter finns listade i Catalogue of Life.